# Peter Burke (Politiker)

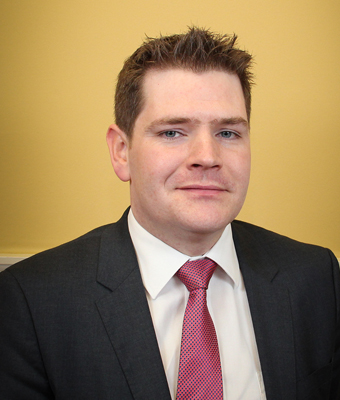
Peter Burke (2016)

Peter Burke (irisch Peadar de Búrca; * 22. Oktober 1982 in Mullingar, County Westmeath) ist ein irischer Politiker der Fine Gael, der seit 2016 Mitglied (Teachta Dála) des Dáil Éireann, des Unterhauses des Parlaments (Oireachtas), ist. 

## Leben
Peter Burke studierte an der University of Galway Wirtschaftswissenschaften. Danach arbeitete er als Wirtschaftsprüfer. 2009 wurde er in den Westmeath County Council gewählt. Er trat dann bei den Wahlen zum Dáil Éireann 2016 im Wahlkreis Longford–Westmeath an. Bei den Wahlen am 8. Februar 2020 konnte er seinen Erfolg wiederholen.
Am 1. Juli 2020 wurde er zum Staatsminister im Ministerium für Wohnungswesen, Lokalverwaltung und das kulturelle Erbe (Department of Housing, Local Government and Heritage) mit der Aufgabe der Lokalverwaltung und Raumordnung ernannt. Nachdem Leo Varadkar die Regierungsgeschäfte im Dezember 2022 übernommen hatte (Regierung Varadkar II), wurde Burke zum Staatsminister für europäische Angelegenheiten und zum Staatsminister im Verteidigungsministerium ernannt.
Am 9. April 2024 wurde er zum Minister für Wirtschaft und Verkehr (Minister for Enterprise, Trade and Employment) in der Regierung Harris ernannt. Diesen Posten behielt er auch in der Regierung Martin II.